# Die Öffentliche Verwaltung
Die Öffentliche Verwaltung (DÖV), Zeitschrift für Öffentliches Recht und Verwaltungswissenschaften, ist eine juristische Fachzeitschrift. Ihr Schwerpunkt liegt auf wissenschaftlichen Erörterungen grundlegender und aktueller öffentlich-rechtlicher sowie verwaltungswissenschaftlicher Fragen. Dabei berücksichtigt sie auch Beiträge zu europäischen, internationalen, rechtsvergleichenden und interdisziplinären Themen. Die DÖV erscheint zweimal monatlich im Kohlhammer Verlag; die Auflage liegt bei 1.800 Exemplaren. Erstmals erschien sie im Jahr 1948.
Schriftleiter der DÖV waren Robert Niedinger (1948–1951), Karl Augustin (1948–1956), Kurt Nederkorn (1952–1977), Frido Wagener (1977–1985), Heinrich Siedentopf (1985–2008) und Eberhard Laux (1985–2001). Ab 2002 lag die Schriftleitung bei Heinrich Siedentopf und Karl-Peter Sommermann, seit 2009 liegt sie in den Händen von Hartmut Bauer und Karl-Peter Sommermann.
Die Zeitschrift wird herausgegeben von Peter Badura †, Hartmut Bauer, Frauke Brosius-Gersdorf, Helmut Dedy, Jochen Dieckmann, Horst Dreier, Marion Eckertz-Höfer, Dieter Engels, Everhardt Franßen, Jochen Abr. Frowein, Annette Guckelberger, Peter Häberle, Hans-Günter Henneke, Roman Herzog †, Peter Michael Huber, Jens Kersten, Andreas Korbmacher, Gerd Landsberg, Peter Michael Mombaur †, Fritz Ossenbühl, Klaus Rennert, Horst Risse, Edzard Schmidt-Jortzig, Walter Schmitt Glaeser, Margrit Seckelmann, Heinrich Siedentopf †, Karl-Peter Sommermann, Ulrich Stelkens, Klaus Stern †, Rolf Stober, Christian Theobald und Werner Thieme †.